# Semenivka, Hluhiv
Semenivka (în ucraineană Семенівка) este localitatea de reședință a comunei Semenivka din raionul Hluhiv, regiunea Sumî, Ucraina.

## Demografie
Componența lingvistică a localității Semenivka
     Ucraineană (96,54%)
     Rusă (3,46%)
Conform recensământului din 2001, majoritatea populației localității Semenivka era vorbitoare de ucraineană (96,54%), existând în minoritate și vorbitori de rusă (3,46%).